# Atlético La Cruz
El Atlético La Cruz es un Club de fútbol profesional venezolano representativo de la comunidad de La Cruz con sede en Maturín, estado Monagas. Actualmente juega en la Segunda División de Venezuela y disputa sus partidos como local en el Estadio Alexander Bottini.
Fundado el 20 de octubre de 2020. Aunque empieza su andar profesional el 17 de julio de 2021.

## Historia

### Origen acelerado
En vísperas del año 2020, la idea de sus fundadores inició orientada a conformar un club de categoría aficionada para aspirar ascender al fútbol profesional en la Segunda División, esto motivado a que tenían de años otrora, divisiones inferiores ya establecidas; al ser este ahora club, una fundación formativa para el estado Monagas en sus inicios e inclusive, actualidad.
Sin embargo, una vez que iniciaron la constitución del club se presentó la oportunidad de adquirir la franquicia del ya extinto Petroleros de Anzoátegui, con esto en cuenta se decidió a ejercer la posibilidad; y empezaron la planificación apresurada del club contratando a un hombre de la casa como lo fue el técnico debutante Edward Leonet, y fichajes como lo fueron Carlos 'Burrito' Alemán, futbolista con alto recorrido en la Segunda División del país, José David Tacay, Víctor Miguel Rivero, y en sí una base de juveniles monaguenses fruto de un ideal regionalista que quería mantener el club en su concepción.
Una vez confeccionada la plantilla, permisos, y demás, logran debutar en la Liga FUTVE 2 el 17 de julio de 2021 ante Libertador FC, perdiendo 1-0.

### Primera incursión y final por el campeonato
Si bien Atlético La Cruz no inició de la mejor forma, fueron materializándose a lo largo de la temporada regular resultados altamente positivos y sorpresivos debido a la novedad del club en el sistema de ligas venezolano. En su primera incursión en el balompié venezolano, fueron finalistas y estuvieron a tan solo 10 minutos de lograr el campeonato y anhelado ascenso, pero el conjunto de Titanes de Maracaibo se llevó la gloria en esa oportunidad por marcador de 2-1. Este resultado le permitió a TFC Maracaibo alcanzar el campeonato con el criterio de desempate del gol de visitante para campeonar en suelo monaguense. Hubo además, una asistencia de 6.084 personas para ver un posible ascenso y campeonato de La furia cruzeña, algo inédito en años recientes para partidos de Segunda División en el país. De igual forma el 30 de diciembre de 2021 la FVF no aprobó la licencia de clubes a clubes de primera división como el extinto Atlético Venezuela, el también extinto Gran Valencia y Titanes, en un esfuerzo de sanear y mantener la calidad en la máxima categoría del país; decisión que causó polémica en el fútbol nacional.

### Consolidación como club, y actualidad
Luego del casi campeonato, para la temporada siguiente Atlético La Cruz fichó a importados como Wilson Morillo, jugador de trayectoria en la segunda división venezolana, y reforzó líneas con su filosofía de contar con jugadores monaguenses, algunos con trayectoria en la primera división inclusive, como el portero Andrés ‘Congo’ González y los delanteros Manuel Lugo y Aníbal ‘Hormigón’ Hernández.
Esta temporada 2022 estarían teniendo resultados varios así que hicieron diversos fichajes que lograrían que accedieran al Cuadrangular Final de Ascenso nuevamente al vencer a la gran favorita Academia Anzoátegui. Ulteriormente a esto, se enfrentarían a Angostura F.C., en donde cayeron 1-0 en casa por las semifinales de la Liga FUTVE 2, y más adelante empatarían la serie en el Ricardo Tulio Maya al ganar 0-1 con gol de Ronald Arráez, forjando la tanda de penales, donde caerían 4-2. Angostura lograría pasar a la final de la Liga FUTVE 2 y posteriormente lograría el ascenso y campeonato. Esto desencadenó en la destitución inmediata del técnico debutante Edward Leonet.
Para la temporada 2023 la directiva decidió que tomara la tutela del club el técnico español Kevin Vidaña, en conjunto con monaguenses como Anyelo Gutiérrez y José Villalba, viejos conocidos en el balompié del estado.

## Indumentaria
El origen de los colores rojo y negro del club se remontan al pasado monaguense, en donde clubes como el Atlético Monagas, Sulmona FC, o demás entidades sean estas profesionales o formativas, tienen como color fundamental el rojinegro y por ende es autóctono de la localidad en materia futbolística.
En torno a su camisa de visitante, los cruzeños se decantaron por llevar una camiseta blanca con dos franjas verticales, una negra y otra roja, además de venezolanizar su denominación. La firma JMZ se ha encargado de confeccionar sus camisetas (tanto de local, como de visitante) a lo largo de toda su fundación, y siguiendo los parámetros anteriormente mencionados.
La camiseta de portero es de color negro, y últimamente de color verde eléctrico hasta la fecha.
- Uniforme titular: Camiseta negra con franjas rojas, pantalón negro, medias negras.
- Uniforme visitante: Camiseta blanca con detalles negros y rojos, pantalón blanco y rojo, medias rojas.

## Instalaciones

### Estadio
En el año 2005, fruto de la elección de Venezuela como sede de la Copa América 2007, hubo interés en hacer un estadio en el estado Monagas, más específicamente en Maturín. Esto debido a que la ciudad cumplía con las condiciones establecidas por CONMEBOL para albergar el torneo. Por ende, por decreto presidencial se autorizó la construcción del estadio Monumental de Maturín. La construcción estuvo a cargo de un equipo de obreros, liderado por los arquitectos Fernando de la Carrera, Alejandro Cavanzo, y Diego Zorio. El gobernador en ese entonces, el 'Gato' Briceño, aceleró los procesos para poder tener un estadio de fútbol moderno para el Torneo continental y que sirviera en el futuro como sede del equipo, que para el momento pertenecía a la Gobernación del Estado.
La superficie de la cancha de juego cuenta con césped natural, y el tamaño del campo es de 105mx70m.
El Estadio Monumental de Maturín también ha albergado gran cantidad de eventos deportivos y culturares.

## Entrenadores
El Atlético La Cruz al ser un club naciente en su paso por la Segunda División apenas ha contado con 2 entrenadores diferentes. Siendo el actual, el seleccionador Kevin Vidaña.

### Cronología de los entrenadores
- Edward Leonet (2021-2022)
- Kevin Vidaña (2023-presente)

## Presidencia y junta directiva
Al ser un neoclub, este solo ha tenido una junta directiva hasta el momento, la cual sus dos máximos referentes y quienes presiden son, Williams Benavides que funge como socio mayoritario, y Willy Sequera, con pasado en el balompié venezolano.

### Cronología de los presidentes
- Willy Sequera (Presidente) (2021-presente)

## Categorías inferiores
El Atlético La Cruz al ser anteriormente una fundación formativa del fútbol venezolano, tenía unas categorías inferiores bien asentadas antes de profesionalizarse en el sistema de ligas venezolano. Siendo a nivel de país, de las categorías juveniles más sólidas. Esto se vio por ejemplo, en el año 2022, donde para sus categorías juveniles, lograron el pase de las categorías Sub-16, Sub-17, Sub-18 y Sub-20 a instancias finales de las respectivas Ligas FUTVE Junior.
Constantemente compiten en torneos estadales y también invitacionales en el oriente del país. Hoy día, cuenta en sus filas de categorías menores, con dos jugadores y un entrenador convocados a la selección nacional nacidos en 2010.
Además de lo deportivo, el Atlético La Cruz lleva a cabo un plan de gestión social enfocado en favorecer el desarrollo del fútbol en Monagas especialmente y luego, el resto del país. Esto a través de la dotación de material deportivo a las academias que vienen surgiendo con la capacitación de sus jugadores.